# Blindead
Blindead ist eine polnische Progressive- und Death-Doom-Band aus Gdynia, die im Jahr 1999 unter dem Namen Incorrect Personality gegründet wurde.

## Geschichte
Die Band wurde im Jahr 1999 von dem Bassisten Michał „Winters“ Zimorski und dem Gitarristen Mateusz „Havoc“ Śmierzchalski unter dem Namen Incorrect Personality gegründet. Ein paar Monate später kamen der Gitarrist Marek „Deadmana“ Zieliński, der Schlagzeuger Konrad Ciesielski und der Sänger Patryk Adamczyk zur Band. Ein erstes Demo folgte im Winter 2000. Im Jahr 2002 begann die Gruppe die Arbeiten zu ihrem ersten Album, die jedoch unterbrochen wurden, da Sänger Adamczyk die Band verließ. Im selben Jahr nahm die Band stattdessen eine zweite Demo mit dem Produzenten Arkadiusz „Malta“ Malczewski auf. Als neuer Sänger sollte zunächst der Norweger Lars Eikindowi zur Band kommen, was jedoch aufgrund der Entfernung scheiterte. Als Ersatz für Adamczyk kam schließlich Patryk „Nick Wolverine“ Zwoliński Mitte 2004 als neuer Sänger zur Besetzung. Nach zwei Monaten änderte die Gruppe ihren Namen in Blindead und nahm das Demo Dig for Me auf. Nachdem Śmierzchalski seine letzte Tour bei Behemoth gespielt hatte, konnte er sich vollkommen auf Blindead konzentrieren, wodurch regelmäßigere Proben möglich waren. Im Januar 2004 verließ Bassist Zimorski die Band, der durch Rafał „Brovar“ „Frost“ Brauer ersetzt wurde, welcher bereits unter anderem bei Behemoth und Immemorial tätig war. Im Juli 2005 begab sich die Band nach Dębica in das Screw Factory Studio, um ihr Debütalbum Devouring Weakness im Juli des Folgejahres bei Empire Records zu veröffentlichen. Der Veröffentlichung folgte eine Tour durch Polen. Nach elf Auftritten jedoch verließ der Bassist Brauer die Band und wurde durch Piotr „Zvierzak“ „The Animal“ Kawalerowski ersetzt. Zudem kam noch Bartosz Hervy als Keyboarder zur Band. Im November 2006 ging die Band zusammen mit Hermh, Hell-Born und MasseMord auf Tour. Im Jahr 2007 ging die Band auf eine Tour durch den Mittleren Osten, zusammen mit Nyia, Antigama und Tehace. Im August des Jahres begab sich die Gruppe erneut in das Screw Factory Studio, um sieben neue Lieder aufzunehmen. Ende 2007 war die Band auf dem Sampler Shortcut to Polish Music zu hören. Zudem spielte die Band zusammen mit The Ocean und Thema Eleven in Breslau und ein paar Monate später zusammen mit Cult of Luna in Warschau und Wrocław. Im Juni 2008 unterzeichnete die Gruppe einen Vertrag bei Deadline Records, worüber im August das Album Autoscopia / Murder In Phazes erschien. Vier Tage zuvor spielte die Band in Warschau zusammen mit Neurosis. Im April 2009 folgte die Veröffentlichung der EP Group Impulse. Im Mai wurde eine Tour zusammen mit Vader für den Herbst des Jahres verkündet, die jedoch nicht stattfand. Im Oktober 2010 unterzeichnete die Gruppe einen Vertrag bei Mystic Production. Im November desselben Jahres erschien hierüber das Album Affliction XXIX II MXMVI. Bei demselben Label erschien 2013 das nächste Album Absence.

## Stil
Auf Impulse spiele die Band laut Steve Herrmann von metal-observer.com progressiven Doom Metal, wobei in den Liedern oft ein weißes Rauschen verwendet werde. Enrico Ahlig vom Metal Hammer ordnete die Band dem Progressive Metal zu. Als Gesang werde Growling verwendet. In den depressiv anmutenden Liedern seien teils genrefremde Instrumente, wie ein Kontrabass oder eine Trompete, verwendet worden. Die Texte würden die Geschichte eines autistischen Mädchens behandeln.

## Diskografie
als Incorrect Personality
- 2000: Demo (Demo, Eigenveröffentlichung)
- 2002: Demo 2 (Demo, Eigenveröffentlichung)

als Blindead
- 2003: Dig for Me (Demo, Eigenveröffentlichung)
- 2006: Devouring Weakness (Album, Empire Records)
- 2008: Autoscopia / Murder in Phazes (Album, Deadline Records)
- 2009: Impulse (EP, Lou & Rocked Boys)
- 2010: Affliction XXIX II MXMVI (Album, Mystic Production)
- 2013: A₃S₁ (Single, Mystic Production)
- 2013: Absence (Album, Mystic Production)